# 東急デハ70形電車

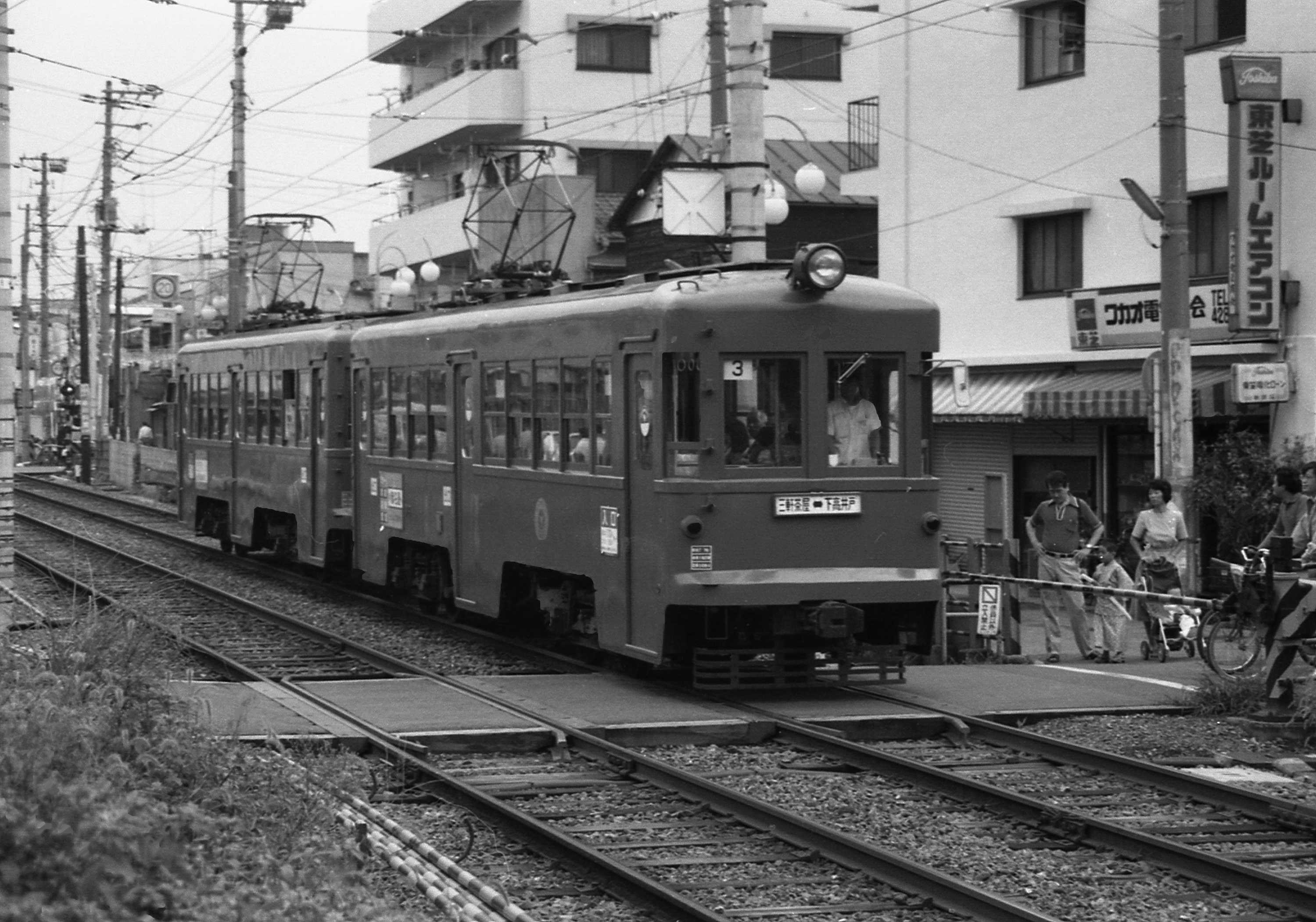
前照灯改造前のデハ70形（1985年）

デハ70形電車（では70がたでんしゃ）は、かつて東京急行電鉄の軌道線に在籍した電動車である。

## 概要
東京急行電鉄（大東急）発足後、初の玉川線向け新車として、デハ60形（旧東横71号形）をベースに、1942年から川崎車輛で新造したが、計画では8両のところ、戦時中の資材不足のため6両製作したところで製造停止となり、終戦後の1946年に残る2両が完成した。
前述の通り車体形状はデハ60形に準ずるものの、前後扉が車体中心方向に引き込まれる2枚重引戸となり、狭幅の戸袋窓を設けた。この戸袋窓は、窓枠外周が外板に覆われる、あまり類例の無い形状を持っていた。このほか、屋根上のベンチレータ（通風器）が片側ガーランド形から箱形になり、中央扉のステップ高さは左右扉と揃えている。
当初より重連総括制御を念頭に設計しており、間接非自動制御 (HL) や非常管付直通制動を採用した初の形式となる。ただし、連結器を本設し、連結運転を開始したのは戦後である。
1949年に集電装置をダブルポールからビューゲルに変更し、続いて1956年にはパンタグラフ化、1967年には重連運転での“連結2人乗り”（後述）改造を受け片運転台化、2重引戸の1枚化、全扉の自動化および車掌の前方監視のため運転台側の車端のみホーム側（外から見た際の左側）隅柱にデハ80形同様の小窓を設け、中央の大窓と左右の細幅窓と合わせて変則的な4枚窓となった。
1969年5月11日の玉川線・砧線廃止後は残存線の世田谷線車両として残り、塗色は鉄道線と同じライトグリーン一色となった後、東横車輛電設で施工した1983年までの更新で、張り上げ屋根、前面を対称4枚窓化、連結面の2枚窓化、ノーヘッダー、窓のアルミサッシ化を施し、デハ80形に似た形状となった。この際、連結器間長（いわゆる全長）や断面寸法、窓寸法、窓割りの一部は元のままだが、車体長、とりわけバンパー部分を除く長さを延長しており、その他各部の造作が原型とは著しく異なる部分が多いことから、種車から流用したのは台枠中梁と台車枕梁程度で、車体そのものは殆ど新造されたものとみられている。とはいえ、デハ80形とともに、内装は木造ニス塗りの壁面と板張り床を保ち、非冷房と相まって東京都内の鉄軌道では著しく異彩を放っていた。
1990年代に入り、鉄道線初代3000系列の全廃により発生したシールドビーム前照灯、42芯ジャンパ連結器等を装備し、前後して制御電源を架線電源からバッテリーに変更（HL→HB化）等を行った。特に前照灯は、前面上部の取付式白熱灯であったものが、前面腰板に2個となり、前面の印象に大きな変化をもたらした。
さらに1994年（平成6年）7月から定期検査に合わせて走行機器の更新工事が開始された（1996年内完了）。台車は東急車輛製造が新規に製造したTS332形（軸箱守（ペデスタル） + 軸ばね方式ボルスタ付（インダイレクトマウント）コイルばね台車）に交換し、主電動機は東洋電機製造製のTKM-94形（TDK8568-B・直流直巻式）に、さらに駆動装置は吊り掛け駆動方式からTD平行カルダン駆動方式（KD109/1-D-M形）に更新して高性能化した。
この台車は本来、阪堺電気軌道モ701形用の台車をベースとした660mm車輪を持つ低床台車であり、高床車体に合わせてスペーサーを挿入して使用した。改造に合わせてブレーキシリンダーは車体側から台車枠に取り付ける方式に変更、また主電動機は各台車に1台から運転台寄りは2台搭載の動力台車、連結面寄りを付随台車とした
。手ブレーキは撤去し、新たに保安ブレーキを新設した。保安装置として、停止信号の場合に警報発報機能と力行回路を遮断する車内警報装置が設置された。
これら幾多の改造により長年使用していたが、高床ステップ付き、冷房無しといった旅客サービス上のネックはそのまま存置したため、これらの点は改善することなく、300系の新造に伴い、他の在来車と共に2000年末までに全車を廃車した。台車は交流誘導電動機に交換・整備のうえ、300系に流用した。多くは雪が谷検車区上町班の検修庫内で解体したが、作業の手順上、78号は85号とともに東急車輛製造に搬入した後に解体した。71号車の運転台部分のみ個人に引き取られて現存する。

## 参考：連結2人のり

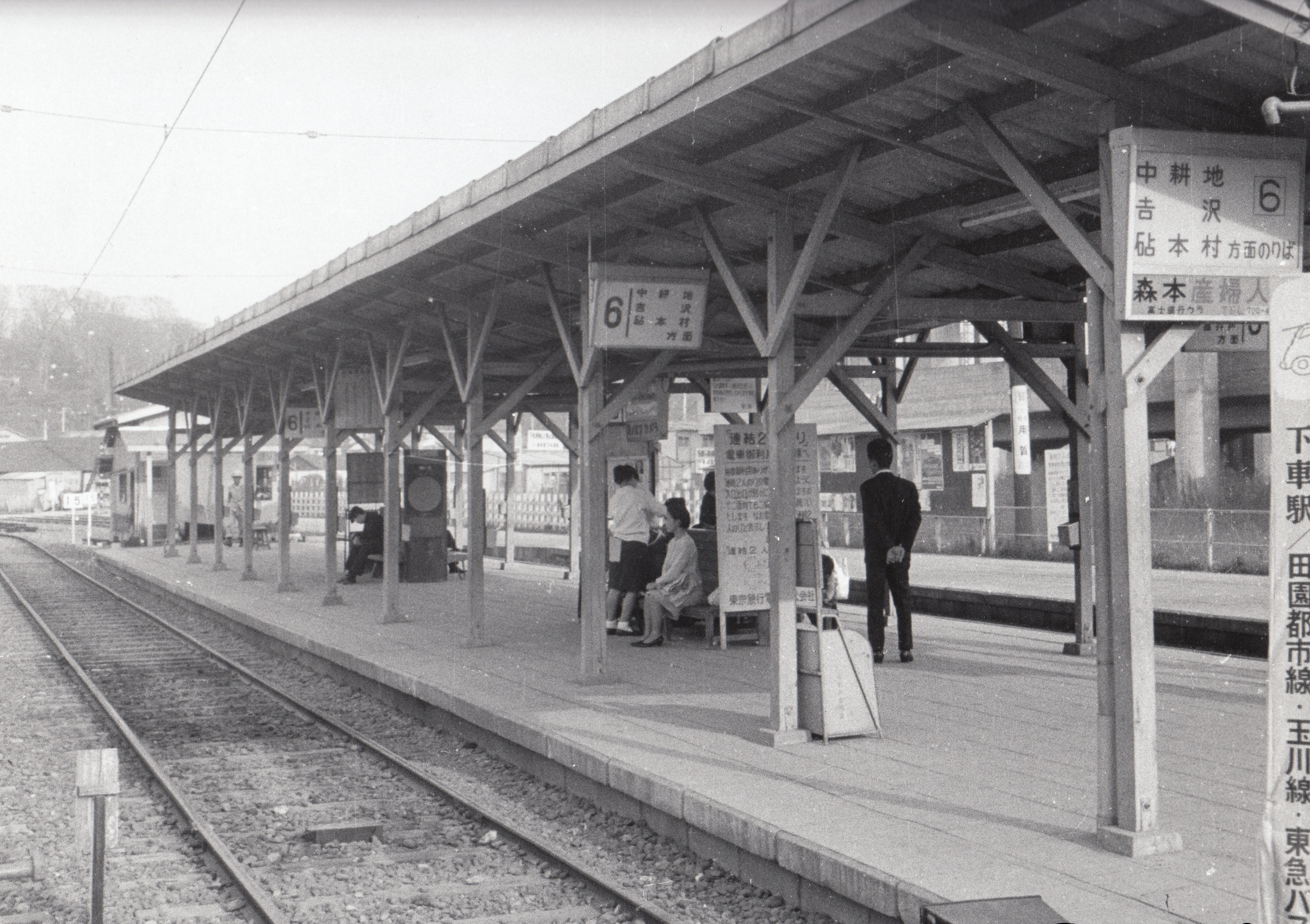
1968年ごろの二子玉川園駅砧線ホーム。写真中央に連結2人のりの案内板が見える。

玉川線・砧線では、連結運転の際に、運転士と車掌のほかに連結部にも運賃収受・扉扱いのためさらに2名の乗務員を配していた。1967年よりこれを合理化するため、扉を自動化した上で、列車最前・最後部扉を乗車口、各車中央・連結寄り扉を降車口とする乗降扉分離を行い、乗務員2名運行を可能とした。このシステムは、前乗り後降りのワンマン車を背中合わせにしたものといえる。東急ではこれを“連結2人のり”と称した。
改造対象となったのは、デハ70形全車・デハ80形81 - 84・デハ150形全車・デハ200形全車である。このうち、デハ70・80形は片運転台としたが、デハ150形は営業運転不能ながら連結部に乗務員室を残していた。また、デハ200形はもともと2車体連接構造であったため、軽微な改造にとどまっている。改造された車両には、すべて“連結2人のり”と表記した標識を取り付けられた。
玉川線廃止後はデハ200形を全車廃車した一方、デハ80形85・86が両運転台のまま同改造を受け、検査予備車等として使用した。後年の更新で、“連結2人のり”の標識を撤去し名称としては消滅したが、全車を300系に置き換えた現在でもこの方式を踏襲している。ただし、現在の世田谷線では車掌の職制を廃止し、運転士が扉扱いと安全監視にあたり、後部乗務員室には車掌に代わり運賃収受と旅客案内業務のみを行う案内係が乗務している。2006年現在すべて女性職員が案内係業務を担当するが、早朝深夜にはこれを警備会社のガードマンが代行している。